# آزادانی
آزادانی می‌تواند یکی از موارد زیر باشد:
- امیررضا نصر آزادانی، (۱۳۹۵–۱۳۹۴) بازیکن فوتبال ایران
- علی‌رضا نصر آزادانی، (۱۳۶۵) تکواندوکار ایرانی
- رسول آزادانی، (۱۹۶۵) انیماتور، نورپرداز و چیدمان ایرانی